# Barmissen
Barmissen là một đô thị thuộc huyện Plön, trong bang Schleswig-Holstein, nước Đức. Đô thị Barmissen có diện tích 5,15 km², dân số thời điểm 31 tháng 12 năm 2006 là 185 người.